# 陈情令
《陈情令》（英語：The Untamed），2019年中国古装、玄幻網絡劇，企鹅影视及新湃传媒出品，其品牌和IP归属于新湃传媒。由肖战、王一博等人领衔主演。根据墨香铜臭小说《魔道祖师》改编而成。以五大家族为背景，讲述了云梦江氏故人之子魏无羡和姑苏蓝氏含光君蓝忘机重遇，携手探寻往年真相，守护百姓和平安乐的故事。腾讯视频于2019年6月27日在腾讯视频播出，8月14日正式收官。2019年12月18日，获得2019搜狐时尚盛典，年度国剧提名。
2020年1月11日，《陈情令》获得微博年度热剧。

## 播出时间
| 频道        | 所在地                                          | 播出日期       | 播出时间                                                           |
| ----------- | ----------------------------------------------- | -------------- | ------------------------------------------------------------------ |
| 腾讯视频    | 中国大陆                                        | 2019年6月27日  | 每週一至週三20:00 VIP多看四集                                      |
| WeTV        | 臺灣 · 泰國 · 越南 · 菲律賓 · 印度 · 印度尼西亞 | 2019年6月27日  | 腾讯视频（WeTV） VIP會員：會員搶先看一週 非會員：每週一至週三20:00 |
| Netflix     | 臺灣 · 其他地区                                 | 2019年10月25日 |                                                                    |
| AsiaUHD     |                                                 | 2019年11月4日  | 每周一、周二更新两集                                               |
| 新傳媒8頻道 | 新加坡                                          | 2019年12月30日 | 每周一至周五 晚上23:00                                             |

## 简介
十六年前，天下五分，姑苏蓝氏，云梦江氏，清河聂氏，岐山温氏，兰陵金氏共治天下。温氏一家独大，其余四家均受其苦。众家青年中，江氏故人之子魏嬰性格开朗，和以雅正闻名的姑苏蓝氏弟子蓝湛相识并引为知己。一次偶然的机会，二人发现了蓝氏一直以来守护的秘密，二人继承遗志，为苍生消除隐患。但没想到一切的幕后黑手正是温氏家主温若寒。众家不堪其辱，合力讨伐温氏。温氏覆灭后，魏嬰却为保护温氏无辜之人不惜与众家对立，最终被奸人所害酿成大祸，误害师姐江厌离，自己也落下不夜天悬崖，生死未知。十六年后，消失已久的魏嬰出现在莫家庄，偶遇故人蓝湛。莫家庄一桩桩诡异的凶案显得扑朔迷离。随着真相一步步揭开，身处幕后的金光瑶渐渐难以隐藏。最后金光瑶身死，蓝湛承担起了匡扶天下的使命，成为了仙督，而魏嬰不忘初心，潇洒世间，雲遊四海，後兩人結為道侶，濟弱扶傾。

### 重要线索
剧中以阴铁的归属为线索，展开了一系列的故事。世人都认为阴铁共有四块，被镇压在四方之地，却不知还有一块阴铁碎片被炼化成了阴铁剑，用来镇压屠戮玄武。故说，「阴铁有灵，四方镇之。四方之气，尽归玄武」。
| # | 阴铁来源       | 获取       | 备注                                                 |
| - | -------------- | ---------- | ---------------------------------------------------- |
| 1 | 大梵山舞天女   | 温若寒     | 吸取人的灵识，导致温宁体弱。                         |
| 2 | 云深不知处后山 | 蓝湛、魏嬰 | 由蓝氏前辈蓝翼打开封印，只能镇在後山寒潭洞之中。     |
| 3 | 蒔花女         | 温晁       |                                                      |
| 4 | 薛洋           | 薛洋       | 並非在櫟陽常氏尋出，只是用來欺騙溫若寒以利復仇罷了。 |
| 5 | 屠戮玄武       | 魏嬰       | 后被魏嬰炼出阴虎符。                                 |

## 演员列表

### 主要演员
| 演員   | 角色   | 介紹 | 配音   | 备注                                                                          |
| 肖戰   | 魏無羨 | 魏嬰，字無羨，號夷陵老祖。世家公子榜第四 佩剑：随便（劍身有篆字“随便”二字，在魏無羨死後封劍，除魏無羨和江澄外無人能将其拔出） 法器：陈情笛 法宝：陰虎符（亂葬崗大圍剿前毀去一半），風邪盤，召陰旗 本劇雙男主角之一，雲夢江氏家主故人之子，父親魏長澤，母親藏色散人。雲夢江氏大弟子，長相俊美，性格不羈，愛憎分明，為人重情義。幼年喪失雙親，曾淪落在街上與流浪野狗奪食苟延殘喘的日子，後被故交江澄之父收養，和江澄、江厭離從小一塊長大。最愛師姐江厭離做的蓮藕排骨湯，經常對她撒嬌。 後來魏無羨遭到岐山溫氏的迫害，被扔進亂葬崗的他因為金丹已剖又被邪祟怨靈完全侵蝕肉身，走投無路之下無奈創立並修習詭道，控制怨氣為己所用，成為一代魔道祖師。 他於夷陵亂葬崗處修行，因此有了「夷陵老祖」的稱號，陰虎符的創造者。 在去師姐江厭離與金子軒孩子金凌滿月禮的路上，金子勛認為自己被下咒是魏無羨做的，於是試圖截殺魏無羨，金子軒阻止未果，溫寧失控錯殺金子軒、金子勛，扛下萬人唾罵，聲名狼藉，縱橫一世，在與各大世家對抗之時，蘇涉躲在暗處控制怨靈，被蘇涉所控怨靈殺死的修士變為傀儡，砍了師姐一刀，而後師姐為救魏無羨硬生生扛下想致魏無羨於死地的修士一劍，刺中心臟而亡，當絕望無比欲跳崖自盡之際被重傷的藍忘機抓住，後江澄絕望卻又不忍將魏無羨殺害，於是砍了懸崖上的石頭，為保護藍忘機，魏無羨自行放手墜落於不夜天懸崖下落不明。 16年後，被莫家莊的莫玄羽使用禁術"捨身咒"召回魂魄而得以重生，與藍忘機重逢，一同調查刀靈事件，最終揪出一連串事件的罪魁禍首，以及找到隱藏於幕後的主使者。觀音廟事件結束後與藍忘機告別，瀟灑世間四海為家，結尾以魏無羨身後傳來一聲「魏嬰」呼應首集 | 路知行 | 路知行是广播剧《魔道祖师》魏无羡的配音。 張杰是动画《魔道祖师》魏無羨的配音。 |
| 肖戰   | 莫玄羽 | 蘭陵金氏家主金光善與莫家莊小姐的私生子，身份不被承認。曾在金陵台學習，曾是向金夫人秦愫示愛而後因不明原因被金光瑤趕出蘭陵金氏而躲回莫家莊。因從小到大備受欺凌最終懷恨在心，而使用了禁術捨身咒，獻上了肉身，召喚回魏無羨的魂魄入體，只為讓魏無羨為他報仇殺死莫家姨母全家以及金光瑤。 |        | 路知行是广播剧《魔道祖师》魏无羡的配音。 張杰是动画《魔道祖师》魏無羨的配音。 |
| 王一博 | 藍忘機 | 藍湛，字忘機，號含光君。世家公子榜第二 佩剑：避尘 法器：忘机琴 本劇雙男主角之一，性格冷淡，不苟言笑，是姑蘇藍氏二公子，一襲白衣溫文儒雅，佩有捲雲紋抹額，容顏清淡如水，人稱含光君，和兄長藍曦臣並稱「藍氏雙璧」。 對魏無羨很是保護，除了經常對他糾纏不休的魏無羨以外，不喜與人交談。雅正端方，不染塵埃，為人正直，逢亂必出，被稱「皎皎君子，澤世明珠」，但唯有遇到有關魏無羨的事情，便什麼都不是。尤其是被魏無羨設計喝醉後才會有一連串可愛又好笑之舉，比如先睡後醉，在別人家柱子刻上「藍忘機到此一遊」等。 與魏無羨少年時在雲深不知處同窗聽學，經常被魏無羨百般捉弄，幾次交手，倆人的實力可見不相上下。倆人曾經合力解決水行淵、封印舞天女和殺死屠戮玄武。 雖視姑蘇藍氏抹額為重要之物，非父母妻兒不可觸碰，祖訓只有在命定之人面前可以取下，但是已經兩次被魏無羨取下抹額，姑蘇藍氏的抹額常被魏無羨稱其為「披麻戴孝」。 16年後，因為大梵山上魏無羨無意間吹奏的曲子，而當下即認定眼前戴著奇怪鐵面具的人就是魏無羨。自從與魏無羨重逢，一直與他同行，對他百般縱容，金陵台上再次攔截時，當著眾人面前表明要與他站同一線。在蓮花塢得知16年前魏無羨剖丹不得已修詭道之事而驚痛交加。觀音廟事件結束後成為統領百家的仙督，與魏無羨告別，結尾以魏無羨身後傳來一聲「魏嬰」呼應首集。 | 邊江   | 魏超是广播剧《魔道祖师》藍忘機的配音。 邊江是动画《魔道祖师》蓝忘机的配音。   |

### 云梦江氏
家族紋為九瓣蓮，世居蓮花塢，先祖為遊俠出身，族人以行船作為主要交通工具，唯一家訓:「明知不可為而為之」，主要色調為紫色，現任家主為江澄
| 演員   | 角色   | 介紹 | 配音   | 备注                                                                       |
| 陆剑民 | 江枫眠 | 莲花坞前宗主，江澄和江厌离的父亲。深愛虞紫鳶但不善表達。小時候的魏無羨因失去父母而被他養大，特別保護疼愛魏無羨，最終與溫氏對抗戰死。 | 湯水雨 |                                                                            |
| 张净桐 | 虞紫鸢 | 虞夫人，外号“紫蜘蛛”，江厌离、江澄的母亲，江枫眠之妻，紫电原主人。 性格泼辣强势。脾气暴躁，深愛江楓眠但不善表達，对江枫眠曾對藏色散人有好感的事一直耿耿于怀，所以总是找魏嬰的麻烦，看不惯江枫眠和江厌离一直宠着他，但還是特別保護魏嬰，在温氏进攻莲花坞之时，为保护江澄和魏嬰，让他们搭船离开，独自与温氏子弟应战，最終戰死。 | 李金艷 |                                                                            |
| 汪卓成 | 江澄   | 江澄，字晚吟，号三毒圣手。世家公子榜第五 佩剑：三毒 指环：紫电(繼承虞夫人遺物) 云梦江氏江枫眠与虞紫鸢之子，江厌离弟弟，魏嬰师弟，金凌的舅舅，现任莲花坞宗主，毒舌直男。 和魏嬰一起长大，傲娇可爱，最讨厌被人比下去，特別毒舌卻又特別關心魏嬰，和魏嬰一见面就吵架，却是刀子嘴豆腐心的好兄弟。云梦被灭门时，被温逐流击中，化去金丹；讨伐岐山温氏后成为云梦江氏家主。 误以为是魏嬰控制的士兵砍伤江厌离，江厌离为保护魏嬰而亡，憎恶魏嬰，本想手刃魏嬰，但最后还是心软。 在第二次围剿乱葬岗后，回到莲花坞被温宁告知他体内的金丹是魏嬰的，他十分矛盾卻也對魏嬰感到抱歉，在觀音廟一戰中將陳情還給了魏嬰。 | 王凯   | 由於劇中與金凌是舅舅與外甥的關係，金凌叫他「舅舅」，因此粉絲送別號「舅舅」 |
| 宣璐   | 江厌离 | 云梦江氏大小姐，江澄的姐姐，魏嬰的师姐。 性格温柔婉约、善良，有一手好厨艺，拿手好菜是莲藕排骨汤，和魏嬰从小一块长大，特別疼愛魏嬰，將魏嬰當成自己的親弟弟，不容許外人對魏嬰出言不遜，總是為魏嬰挺身而出，曾跟魏嬰說過她和江澄及魏嬰三人是最親的，和兰陵金氏嫡子金子轩定有婚约，情路坎坷。原是在云深不知处听学时取消了婚约，之后经历种种，有情人终眷属，在大婚前偷偷和江澄去見魏嬰並讓魏嬰看看她的喜服，也聽江澄的提議讓魏嬰為她腹中胎兒起名「如蘭」，与金子轩孕育一子即為金凌。后在不夜天上为救魏嬰而牺牲，也是間接被金光瑤害死。                                                                  | 白雪岑 |                                                                            |

### 姑苏蓝氏
家族紋為捲雲紋，多產美男，立家先祖本為和尚，後還俗入世創立藍氏基業，以古琴絕招清心音、破障音、弦杀术聞名，內門弟子配抹額，世居雲深不知處，主要色調為白色，家規四千條，現任家主為藍曦臣
| 演員                | 角色   | 介紹 | 配音           | 备注                                                                         |
| 刘海宽              | 蓝曦臣 | 蓝涣，字曦臣，号泽芜君。世家公子榜第一 佩剑：朔月 洞蕭：裂冰 蓝湛兄长，现任蓝家家主，和弟弟蓝湛并称“蓝氏双璧”，兄弟二人容貌有七八分相似，为人儒雅溫和，性格上和蓝湛的冷淡不苟言笑截然不同，對人和善，对弟弟关爱有加，是一个十分了解弟弟的兄长，也因了解弟弟而常常幫助魏嬰。 曾在岐山温氏血洗云深不知处时带着姑苏古籍一同失踪，实为被金光瑶所救。十分信任金光瑤，一直不願相信種種一切真是金光瑤所為，和清河聂氏家主聂明玦以及兰陵金氏家主金光瑶是义结金兰兄弟，三人中排行第二，最終一劍刺穿金光瑤，悲痛不已。 | 凌飛           | 因為劇中經常能猜中忘機的心思，因此粉絲送外號「讀弟機」                       |
| 黃子騰              | 藍啟仁 | 蓝湛叔父，固执严师。人人都尊稱他為藍先生或藍老先生，據說由他教出的學生性格再頑劣也會變得足夠人模人樣、出人頭地 与魏嬰母亲是同窗故人，常常因魏嬰在雲深不知處的種種放蕩不羈作態而生氣。魏嬰等人常常私底下稱呼他為藍老頭 | 張聞天         |                                                                              |
| 郑繁星 童年：姜奕廷 | 蓝思追 | 蓝願，字思追。 原名温苑，是岐山温氏旁系温宁堂兄之子，斯文秀雅，仪表不俗。不夜天一战前，溫氏一族上金麟台請罪被挫骨揚灰，獨留幼年的他在亂葬崗裡，被蓝湛在乱葬岗見到带回了蓝家，成为蓝氏内门子弟，因非生於南方所以坐船時容易暈船。 因为幼时一度发高烧而忘记了小时候的事情，而对那时候曾经见过藍湛和魏嬰没有印象，但總覺得在藍湛或魏嬰在時內心總是特別踏實不覺得害怕。曾經徒手抱過忘羨二人的大腿。 在金光瑶死后，想起了小时候的事情，与魏嬰相认。后跟温宁一同去岐山打理祖坟，最後再回云深不知处。                | 陳錦聞（錦鯉） | 劇中暱稱阿苑，現實生活中與聶導、姊夫、溫寧、曉宋雙道長組為限定男團陳情少年。 |
| 郭丞                | 蓝景仪 | 姑苏蓝氏内门弟子。 性格活泼，天性乐观爽朗，大大咧咧颇有正义感，耿直可爱又幽默，时常与蓝思追一起行动。 | 劉思岑         | 號稱「姑蘇嘴炮」                                                             |
| 李若彤              | 蓝翼   | 姑苏蓝氏第三代家主，也是唯一的女性当家人。 天赋极高，修七弦琴，创立蓝氏绝学弦杀术，杀伐果断，是非常厉害的一位人物。 魏嬰和蓝湛偶然来到云深不知处后山寒潭洞内发现了她的存在，并得知了这几百年以来少数人知的陰鐵秘密。 | 陸庚宜         |                                                                              |

### 岐山温氏
家族紋為太陽紋，世居不夜天城，主要色調為紅色，族人多好戰，經過射日之戰後已滅族
| 演員   | 角色   | 介紹 | 配音   | 备注 |
| 修慶   | 溫若寒 | 岐山温氏家主，性格好战野心勃勃，出手极为狠辣。試圖利用陰鐵讓各大世家臣服於他，暗裡私斂傀儡想利用傀儡一步步屠殺各大世家，但最後卻被各大世家聯合討伐，其二子皆亡。自己則是被金光瑤所殺。 | 劉琮   | |
| 汪融   | 溫旭   | 温若寒之長子，被聶明玦所殺。 |        | |
| 賀鵬   | 溫晁   | 温若寒之次子，性格恶劣讨人厌，高傲自大的草包一个。 手段殘忍，欺善怕惡，在滅了雲夢江氏後，想一舉殲滅江澄和魏嬰，在抓到魏嬰時欺凌他並把他丟棄至亂葬崗，后被从乱葬岗回来报仇的魏嬰所操控的死尸傀儡折磨成人不人，鬼不鬼的樣子，最終被死屍傀儡撕咬致死。 | 文靖淵 | 因為在劇中不夜天城當眾向家族指派聽學的弟子訓話的畫面，被觀眾戲稱「教導主任」                                                                           |
| 孟子義 | 溫情   | 溫氏的旁系血親，温氏医师，温宁的姐姐。 天赋极高，性情孤傲，医术非凡，对温宁教导十分严格，同时也很关心自己唯一的至亲溫寧，曾告訴溫寧『我們只救人不殺人』，對江澄、魏嬰和藍湛有些許不同，後溫氏被滅被各大世家討伐株連，得到魏嬰幫忙在窮奇道找到剩一口氣的溫寧，後與溫氏旁系一族及魏嬰到亂葬崗生活，因溫寧失手殺死金子軒，而帶著溫寧至金麟台負荊請罪，最終在金麟台被挫骨扬灰。 | 乔诗语 | |
| 于斌   | 温宁   | 温宁，字琼林。温家弟子，温情之弟。 有轻微的口吃，在紧张时尤甚，软弱温和、唯唯诺诺、自卑、善良，同时也懂得报恩。 因在雲深不知處時魏嬰曾幫助過他，在魏嬰被温晁关入地牢时曾经给他送药，在云梦江氏被血洗时，冒着被族人发现的危险，救了被家族追杀的魏嬰和江澄。 在穷奇道仅剩最后一口气时被魏嬰炼化为凶尸，玄门中人称“鬼将军”。 因被蘇涉的笛聲控制而失手殺了金子軒，原本以为他和姐姐温情已被挫骨扬灰，谁知16年后的大梵山与舞天女一战被魏嬰无意中召唤出来。 至此之後便跟隨魏嬰及藍湛，再被二次圍剿亂葬崗後，跟隨魏嬰和藍湛到蓮花塢並告知江澄魏嬰為他剖丹一事，而在一旁的蓝湛也得知了。他懇请蓝湛不要告诉魏嬰自己對江澄洩漏剖丹之事。在與金光瑤一戰後與思追一同去岐山打理祖坟。 | 李昕   | 由於可愛的外表再加上變成兇屍後也不改善良本性，粉絲送別號「溫寧小天使」，現實生活中與思追、姊夫、聶導、曉宋雙道長組為限定男團陳情少年。隊內擔當主rapper |
| 冯茗惊 | 温逐流 | 原名赵逐流。外号化丹手。性格死板固执。被温若寒救了之后投奔温家，负责保护温晁，在蓮花塢一戰後化掉了江澄的金丹。在與魏嬰一戰時，被江澄用紫電勒死。 | 常文濤 | |
| 卢蒽洁 | 王灵娇 | 温晁正妻的婢女，靠着几分姿色蛊惑温晁上位，侍宠而骄，性格歹毒心胸狭窄，即使性命关头也不忘害人之心。 後被魏嬰擾亂心智並自己毀容後自殺。 | 邱秋   | |
| 張彬   | 溫卯   | 温氏的祖先。 |        | |

### 兰陵金氏
家族紋為金星雪浪牡丹紋，先祖為皇室出身，直系子弟眉心點丹砂，世居金麟台，主要色調為金黃色，五大世家中最有錢最奢華的家族，現任家主為金凌
| 演員   | 角色   | 介紹 | 配音     | 备注 |
| 沈晓海 | 金光善 | 前任金氏家主，金子轩、金光瑶的父亲，也是莫玄羽和秦愫的生父。风流成性，好拈花惹草四处偷情，极喜新厌旧，对女子全无责任感，私生子女众多，但均不受其重視，唯獨寵愛嫡子金子軒，期望金子軒未來能接手金氏成為宗主。在溫氏被滅族之後妄想取代溫氏統領百家，並覬覦魏嬰的陰虎符。不夜天之戰數年後，金光瑤極度記恨金光善，並招來老妓，讓他死於馬上風。 | 楊默     | 劇中因為其風流的個性得外號「老種馬」 |
| 胡小庭 | 金夫人 | 金光善的妻子，金子轩的母亲，喜愛江厭離，常常幫助金子軒，期望撮合兩人。 |          | |
| 朱赞锦 | 金光瑶 | 佩剑：恨生(軟劍) 暗器:琴弦 原名孟瑶，號歛芳尊，兰陵金氏金光善与雲夢名妓孟诗之子，早年因为身份卑微备受欺辱，对蓝曦臣曾有过救命之恩，被家族遗弃时投靠清河聂氏，后和蓝曦臣、聂明玦义结金兰成为兄弟，人称「三尊」。金光善死後繼任兰陵金氏宗主。早在十六年前于清河聂氏遇见薛洋时与其接触，故意暗示金子勋千疮百孔是魏无羡下的恶咒，事实上是自己让苏涉下的，好让金子勋去穷奇道截杀魏无羡，并叫苏涉在穷奇道吹笛控制温宁，令温宁失控误杀金子轩，嫁祸魏无羡。從藍曦臣處習得清心音，但因為個人仇恨，想置聶明玦於死地，而將清心音某些段落篡改為「亂魄抄」，彈奏時因聶明玦不善音律聽不出來有詭，而造成走火入魔的假象最後丧命，聂明玦「走火入魔暴毙横死」后命令薛洋砍了其头颅，与薛洋一起炼制了半个阴虎符。因收到威脅信，害怕所作惡事被揭發，和苏涉等人计划围剿乱葬岗以削弱百家勢力。最後在觀音廟當著眾人的面坦白一切，與即將坍塌的觀音廟同歸於盡。 | 蘇尚卿   | 因為俊美出眾的裝扮，且原作中為魔道眾人當中最矮，因此粉絲送別號「瑤妹」                                                                                         |
| 曹煜辰 | 金子轩 | 佩劍：歲華 金光善的儿子，兰陵金氏嫡子，江厌离的丈夫，江澄之姊夫，世家公子榜第三，喜歡江厭離卻不懂如何表達，總是說出言不由衷的話語，或傷人之語，後兩人坦白愛意並且成親，成親後育有一子金凌，相貌出众，性格高傲，其實內心善良，因為性格關係被魏嬰戲稱花孔雀或金孔雀，但他不在意，對魏嬰也是極其照顧，於金凌百日宴当天為阻止金子勛殺害魏嬰，而被失控的温宁所杀。 | 史澤鯤   | 由於劇中與江澄是姐夫與小舅子的關係，因此被粉絲送別號「姊夫」，又因為面容和善，也有個暱稱是菩薩，現實生活中與思追、溫寧、聶導和曉宋雙道長組為限定男團陳情少年。 |
| 姚书豪 | 金子勳 | 金子轩的堂兄，金光善的侄子，極為驕矜傲慢，目中无人。消灭温氏后，更嚣张不已，被蘇涉下了惡咒千瘡百孔，在金光瑤設計下，在穷奇道死于温宁之手。 | 王敏納   | |
| 金璐莹 | 秦愫   | 金光瑶的妻子，與金光瑤相愛，曾與金光瑤育有一子，後來孩子歿了，後得知原來自己实为其異母亲妹，而無法接受自盡而亡。 |          | |
| 漆培鑫 | 金凌   | 佩剑：岁华(繼承金子軒) 字如兰，金子轩与江厌离之子，江澄之外甥，后成为金氏家主，眉心点丹砂，长得非常俊秀漂亮，被姑苏蓝氏同辈的子弟蓝景仪称大小姐，因为幼年没有什么朋友玩伴，性格孤僻，嘴上常常對魏嬰出言不遜，其實內心是喜歡魏嬰的。養了一隻靈犬(劇中演員:哈士奇)當寵物，取名仙子。 | 張思王之 | |
| 王艺霏 | 罗青羊 | 小名绵绵，原是兰陵金氏門生，在玄武洞为魏嬰所救。当魏嬰受人诬陷时，为魏嬰辩解，而后脱离家族。16年后与藍湛和魏嬰再次重逢，与一名商人育有一女名绵绵。 | 張雨濛   | |
| 刘胤君 | 金阐   | 金氏子弟，金凌堂兄，自小与金凌不睦，常与金凌发生冲突。 |          | |

### 清河聂氏
家族紋為獸頭紋，立家先祖為屠夫出身，故世修刀道，不同於玄門百家修劍入道。世居不淨世，主要色調為黑色，現任家主為聶懷桑
| 演員   | 角色   | 介紹 | 配音   | 备注 |
| 王翌舟 | 聂明玦 | 佩刀：霸下 號赤鋒尊，清河聂氏家主，聶懐桑的兄長，性格刚正不阿嫉恶如仇，和蓝曦臣、金光瑶是义结金兰的兄弟，一开始信任並提携金光瑶，后发现了他的野心，开始处处提防，但最后还是被金光瑶所杀。 | 趙毅   | 因為無法分辨清心音與亂魄抄之間的差別而毒發身亡，粉絲總結並送外號「音痴」                                     |
| 紀李   | 聂懷桑 | 前任家主赤鋒尊聂明玦的弟弟，性格懦弱不务正业，不求上进。16年前曾於雲深不知處聽學時與魏嬰、江澄等人交好；魏嬰常帶他翹課、抓魚，也一同在不夜天聽訓時出生入死。16年後，被世人稱「一問三不知」，聂明玦走火入魔生死不明后继承家主之位，其实之前的懦弱都是在韬光养晦，为寻找大哥被杀真相而步步为营。16年后一切故事的幕后操控者。 | (原聲) | 劇中隱藏最深的幕後操控者，粉絲送別號「聶導」，現實生活中與思追、溫寧、姐夫和曉宋雙道長組為限定男團陳情少年。 |

### 其他家族
| 演員   | 角色     | 介紹 | 配音     | 备注                                                                               |
| 宋继扬 | 晓星尘   | 佩剑：霜华 魏嬰的师叔，抱山散人的弟子，延灵道人和藏色散人的师弟，修为了得。16年前追查常氏滅門案的過程中結識忘羡二人，並一同緝拿薛洋送交不淨世懲處。為治療被薛洋毒瞎的宋嵐而自挖雙眼後獨自離去，四處雲遊夜獵。10年前因為失明，意外救了重傷的薛洋，卻不知其真實身份，而被薛洋利用杀害无辜村民和知己宋嵐，知道真相後自殺，16年後魏嬰對阿箐共情得知真相，並為其報仇。 | 陳張太康 | 現實生活中與宋道長和思追、溫寧、姊夫還有聶導組為限定男團陳情少年。隊內擔當主領舞。 |
| 李泊文 | 宋岚     | 字子琛，晓星尘的知己。 佩剑：拂雪 薛洋为了报复晓星尘，灭了宋岚的师门白雪阁，还毒瞎了宋岚双眼，晓星尘知道后，将自己的一双眼睛给了宋岚，後被魏嬰所救；10年前在義城被薛洋變成傀儡且拔舌，並設計曉星塵將其殺害；16年後與魏嬰相遇，魏嬰將其恢復後捅了薛洋一剑，此后帶著曉星塵的殘存靈識和佩劍霜華离开。                                                                | 盧力峰   | 現實生活中與曉星塵道長和思追、溫寧、姊夫還有聶導組為限定男團陳情少年。             |
| 王皓軒 | 薛洋     | 字成美，佩剑：降灾 被稱為小流氓，长得英俊帅气，总是挂着人畜无害的笑容，其实阴险狠辣，手段极为歹毒，是金氏的客卿，也是金光瑶的爪牙。10年前被金光瑤清理後，重傷之際被曉星塵所救，曉星塵死後長居義城，16年後假扮成曉星塵找上魏嬰請他幫忙修復曉星塵的靈識，並坦白陰鐵相關一切以及為報仇殺害常氏一族及白雪閣原因，後被宋嵐殺死。身藏陰鐵16年。                         | 劉三木   |                                                                                    |
| 陈卓璇 | 阿箐     | 从小流浪，曾與道长晓星尘相依为命，后目睹道长被杀，为报仇多次在暗中破壞薛洋詭計。后死于薛洋的剑下，似乎喜歡曉星塵。 | 賀文瀟   |                                                                                    |
| 冯聪   | 苏涉     | 佩劍:難平 法器:憫善 字憫善，秣陵苏氏现任家主，亦是金光瑤手下「鬼面人」，原是蓝氏弟子，温氏烧了云深不知处后被赶出蓝氏，討厭藍湛。为报金光瑶不忘家族姓名之恩，投靠金氏，效忠金光瑤，尊敬金光瑶。为人贪生怕死，因记恨金子勋目中无人而下恶咒千疮百孔。后被霸下刺中身亡。                                                                                              | 北辰     |                                                                                    |
| 刘庭羽 | 抱山散人 | 隐世的高人，也是藏色散人和晓星尘的师傅，魏嬰从未谋面的师祖，藍翼摯友。 |          |                                                                                    |
| 曹峻祥 | 欧阳子真 | 巴陵欧阳氏的独生子，是个情种，为人单纯。欧阳家族虽然比不上其他四大家族，但还是有点名声。 |          |                                                                                    |
| 于子寬 | 薛重亥   | 薛洋祖先，阴铁原拥有者。 |          |                                                                                    |
| 孙晟轩 | 莫子渊   | 莫玄羽的表弟。 |          |                                                                                    |

## 國風音樂專輯
製作人：林海　總策劃、監製：澄一　
| 歌名                | 作詞           | 作曲             | 編曲        | 演唱者                     | 備註                                                         |
| 無羈 （原為“忘羡”） | 澄一、冥凰     | 林海             | 林海        | 周筆暢                     | 主题曲、推廣曲。                                             |
| 無羈 （原為“忘羡”） | 澄一、冥凰     | 林海             | 林海        | 肖戰、王一博               | 主题曲。                                                     |
| 無羈 （原為“忘羡”） | 澄一、冥凰     | 林海             | 林海        | 肖戰                       | 獨唱版。                                                     |
| 無羈 （原為“忘羡”） | 澄一、冥凰     | 林海             | 林海        | 王一博                     | 獨唱版。                                                     |
| 意難平              | 澄一、何思薇   | 林海             | Seven、林海 | 銀臨                       | 插曲、「江厭離」人物主题曲。                                 |
| 曲盡陳情            | 易者連消醉清酒 | Within_轶名      |             | 肖戰                       | 「魏无羡」人物主題曲。                                       |
| 不忘                | 杨夏，宋秉洋   | 宋秉洋           |             | 王一博                     | 「蓝忘机」人物主題曲。                                       |
| 不由                | 冥凰           | Windbell Project |             | 劉海寬                     | 「藍曦臣」人物主題曲。                                       |
| 恨别                | 易者連消醉清酒 | 潮汐-tide        |             | 汪卓成                     | 「江澄」人物主題曲。                                         |
| 永隔                | 林喬           | 余竑龍           |             | 梁心颐、楊奇煜             | 「江厭離」、「金子軒」人物主題曲。                           |
| 赤子                | 張鵬鵬         | 鄭國鋒           |             | 于斌                       | 「溫寧」人物主題曲。                                         |
| 疏林如有訴          | 鍾烏衣         | 陳亦洺           |             | 高秋梓                     | 「溫情」人物主題曲。                                         |
| 荒城渡              | 張贏           | 夏恆、鄧強中     |             | 周深                       | 「薛洋」人物主題曲。                                         |
| 孤城                | 林喬           | 余竑龍           |             | 孫伯綸、陳卓璇             | 「曉星塵」、「宋嵐」、「薛洋」、「阿箐」，義城組人物主題曲。 |
| 清河訣              | 林喬、劉恩訊   | 陳雪燃           |             | 阿雲嘎                     | 「聶明玦」、「聶懷桑」人物主題曲。                           |
| 不枉                | 易者連消醉清酒 | 銀臨             |             | 王菊                       | 「群像」人物主題曲。                                         |
| 最是少年不可欺      | 予詞           | 陳亦洺           |             | 醉雪、鄭繁星、郭丞、漆培鑫 | 「金凌」、「藍思追」、「藍景儀」，少年組人物主題曲。         |
| 多恨生              | 骆栖淮         | Within_轶名      |             | 朱星杰                     | 「金光瑤」人物主题曲。                                       |

2019年8月19日，影视音乐专辑《陈情令国风音乐专辑》在QQ音乐数字专辑销售额突破一千五百万元，获得殿堂金钻唱片等级认证，成为QQ音乐平台销量最高的影视音乐专辑，以及QQ音乐平台首张突破殿堂金钻唱片的影视音乐专辑，位于QQ音乐平台数字专辑总榜第十五名。根据由你音乐榜发布的《2019华语数字音乐年度报告》中显示，《陈情令》音乐专辑总销售额为4014万元，年度电视剧原声TOP10前三均出自该剧。

## 原聲音樂專輯
製作人：林海
| 曲序 | 曲目          | 曲序 | 曲目   | 曲序 | 曲目           | 曲序 | 曲目          | 曲序 | 曲目 | 曲序 | 曲目          |
| ---- | ------------- | ---- | ------ | ---- | -------------- | ---- | ------------- | ---- | ---- | ---- | ------------- |
| 1.   | 無羨          | 6.   | 情牽   | 11.  | 亂葬崗         | 16.  | 潑野          | 21.  | 暖陽 | 26.  | 射日          |
| 2.   | 陳情令        | 7.   | 蓮花塢 | 12.  | 傷情           | 17.  | 夜奔          | 22.  | 草木 | 27.  | 意難平        |
| 3.   | 無羈 - 器樂版 | 8.   | 御笛   | 13.  | 瓊林           | 18.  | 寤寐          | 23.  | 義城 | 28.  | 無羈          |
| 4.   | 忘機          | 9.   | 裂冰   | 14.  | 人生若只如初見 | 19.  | 清心音·亂魄抄 | 24.  | 狡童 | 29.  | 無羈 - 鋼琴版 |
| 5.   | 聽學          | 10.  | 醉夢   | 15.  | 不悔           | 20.  | 安息          | 25.  | 問靈 |      |               |

## 奖项
| 奖项數目 | 發行機構    | 奖项                   |
| -------- | ----------- | ---------------------- |
| 1.       | Twitter     | 2020最具影響力中國品牌 |
| 2.       | Starmometer | 2019亚洲最佳戏剧       |
| 3.       | 微博        | 2020年度熱劇           |

## 榜单
| 榜单數目 | 機構   | 榜单名字                                             | 排名 |
| -------- | ------ | ---------------------------------------------------- | ---- |
| 1.       | -      | 2019中国网剧总播放量                                 | 1    |
| 2.       | -      | 2019全球销量最高的影视音乐专辑《陈情令国风音乐专辑》 | 1    |
| 3.       | Tumblr | 2020全球50大电视剧榜单                               | 7    |

## 评价
电视剧《陈情令》对小说《魔道祖师》的改编具有极大挑战，从最初开播时的吐槽到最后的高评价与高关注度，《陈情令》无疑是优秀的改编之作，其叙事结构、塑造人物形象、主流价值的构建以及服化道设计值得其余改编剧的借鉴。

## 争议
- 2019年7月29日，腾讯视频宣布《陈情令》超前点播，会员可通过单点付费形式购买当前未播内容，获得提前观看视频的资格。但有用户认为，购买会员时，界面显示VIP会员用户享有“始终多看四集”的权利。但腾讯在《陈情令》播出期间采取开通超级会员提前放送全部剧集的点播形式，严重侵犯了已开通VIP会员用户的会员提前看权利。对此，腾讯视频表示“超前点播是为了满足一部分用户的加更需求”。[6]

- 2020年4月27日，中国裁判文书网公布北京互联网法院在2020年1月20日做出的（2019）京0491民初8273号民事判决书[7]。判决书提及晋江公司提供的三份授权书。第一份《授权书》是，晋江公司在2015年10月31日与电视剧原著小说《魔道祖师》作者墨香铜臭签署，小说于当日在晋江文学城开始连载。同一日，墨香铜臭作为甲方，与乙方北京澎湃传媒有限公司，丙方晋江公司，三方签署小说的《影视、游戏授权改编合同》。2016年5月15日，墨香铜臭与北京澎湃传媒有限公司签署《影视、游戏授权书》。法院指出《授权书》上墨香铜臭签名与《影视、游戏授权书》、《影视、游戏授权改编合同》签名明显不同。

- 2020年4月29日，晋江文学城为反驳网络传闻发出正式声明，表示虽已取得一审胜诉，但因该判决中部分事实认定错误，为避免谣传，已在2月向二审法院提起上诉。声明指出，公司法务向法院提供两份相关授权文件。第一份常规授权书为晋江公司在2015年10月31日与墨香铜臭签署。第二份《〈魔道祖师〉影视、游戏授权合同及附件授权书》为晋江公司、墨香铜臭、北京新湃传媒有限公司三方在2016年5月签署。北京新湃传媒有限公司微博帐号转发晋江文学城的该条微博，表示认可，同时指出与晋江公司在2016年4月前后商谈小说授权事宜。由此否认了，（2019）京0491民初8273号民事判决书提及的三方在2015年10月31日签署的《影视、游戏授权改编合同》[8]。

## 《陈情令》系列番外电影

### 陈情令之生魂 THE LIVING DEAD
講述温寧、藍思追叔侄與魏無羨、藍忘機告別後，一起“夜獵”探險的故事。

#### 播出时间
| 频道   | 所在地   | 播出日期      | 备注     |
| ------ | -------- | ------------- | -------- |
| 爱奇艺 | 中国大陆 | 2019年11月7日 | 全网独播 |

#### 主要演员
| 演員   | 角色   | 介紹                                                                      |
| 于斌   | 温宁   | 温宁，字琼林。温家弟子，温情之弟。                                        |
| 鄭繁星 | 藍思追 | 蓝願，字思追。 原名温苑，是岐山温氏旁系温宁堂兄之子，斯文秀雅，仪表不俗。 |

#### 电影概念曲
| 曲序 | 曲目                        |              | 作曲   | 演唱   |
| ---- | --------------------------- | ------------ | ------ | ------ |
| 1.   | 《难全》（电影概念曲·壹）   | 林乔、刘恩汛 | 李函露 | 高寒   |
| 2.   | 《相思阵》（电影概念曲·贰） | 林乔、刘恩汛 | 姜海威 | 曲肖冰 |

### 陈情令之亂魄 FATAL JOURNEY
講述的是聶懷桑和聶明玦兄弟二人攜手阻止刀靈作亂的事情，其中金光瑤也會友情客串。

#### 播出时间
| 频道   | 所在地   | 播出日期      | 备注     |
| ------ | -------- | ------------- | -------- |
| 爱奇艺 | 中国大陆 | 2020年6月27日 | 全网独播 |

#### 主要演员
| 演員   | 角色   | 介紹                                                                   |
| 紀李   | 聂懷桑 | 清河聂氏，聶明玦的弟弟 后成为宗主                                      |
| 王翌舟 | 聂明玦 | 號赤鋒尊 清河聂氏宗主 聂怀桑的兄长                                     |
| 朱赞锦 | 金光瑶 | 號歛芳尊 原名孟瑤 蘭陵金氏金光善與娼妓孟詩之子，不喜别人说他是娼妓之子 |

#### 电影概念曲
| 曲序 | 曲目                      |              | 作曲   | 演唱   |
| ---- | ------------------------- | ------------ | ------ | ------ |
| 1.   | 《清河诀》（电影原声带）  | 林乔、刘恩讯 | 陈雪燃 | 阿云嘎 |
| 2.   | 《至幸》（电影概念曲·壹） | 林乔、零     | 郑国锋 | 杜容宙 |
| 3.   | 《手足》（电影概念曲·贰） | 林乔         | 孙艾藜 | 朱兴东 |